# (22105) Pirko
(22105) Pirko est un astéroïde de la ceinture principale.

## Description
(22105) Pirko est un astéroïde de la ceinture principale. Il fut découvert le 11 juin 2000 à la station Anderson Mesa par le programme LONEOS. Il présente une orbite caractérisée par un demi-grand axe de 2,36 UA, une excentricité de 0,21 et une inclinaison de 8,1° par rapport à l'écliptique.

## Compléments